# IEEE 802.11e
IEEE 802.11e ist ein Industriestandard des Institute of Electrical and Electronics Engineers (IEEE) und eine Erweiterung des Wireless-LAN-Standards IEEE 802.11 zur Unterstützung des Quality-of-Service-Konzepts.
Die mit der Ausarbeitung des Standards beschäftigte IEEE-Arbeitsgruppe hat ihre Arbeit im Juli 2005 abgeschlossen. Die endgültige Veröffentlichung wurde Ende 2005 vollzogen.
802.11e arbeitet nach einem ähnlichen Prinzip wie das QoS-Verfahren DiffServ. Dabei werden die Datenpakete im WLAN vom Absender mit einer Priorität markiert. Der Access Point sollte Pakete mit höherer Priorität bevorzugt behandeln. „Echtes“ QoS unterstützt nur das IEEE 802.16-Protokoll.
Mit Hilfe von 802.11e werden Echtzeitanwendungen wie z. B. Voice over IP besser unterstützt. Das Protokoll garantiert eine gewisse Bandbreite im Netzwerk, sodass sichergestellt ist, dass Datenpakete innerhalb einer bestimmten Zeit beim Empfänger ankommen. So soll sichergestellt werden, dass es z. B. bei Internet-Telefonie nicht aufgrund von anderem Netzverkehr zu Aussetzern in der Verbindung kommt.

## Ursprüngliches 802.11-MAC-Format

### DCF
Das ursprüngliche 802.11-Medium-Access-Layer (MAC) benutzt die Distributed Coordination Function (DCF, verteilte Koordinierungsfunktion), um das Medium mit mehreren Stationen zu teilen. Die DCF basiert dabei auf CSMA/CA (Carrier sense multiple access with collision avoidance) und optional auf 802.11 RTS/CTS (Request to Send/Clear to Send). Dies hat mehrere Nachteile:
- Wenn viele Stationen zugleich kommunizieren wollen, führen die dabei verursachten, häufiger vorkommenden Kollisionen zu einer verminderten Netto-Datenrate (wie bei Ethernet, welches CSMA/CD benutzt).
- Es gibt keine Priorisierung für den Verkehr.
- Wenn eine Station den Zugriff auf das Medium erlangt, kann sie diesen Zugriff so lange wie nötig behalten. Eine niedrige Datenrate (z. B. 1 MBit/s) einer Station führt dazu, dass diese den Zugriff anderer Stationen verhindert. Diese leiden.
- Generell gesagt: Es gibt keine QoS-Garantien.

### PCF
Die Point Coordination Function (PCF, Punktkoordinierungsfunktion) steht zwar im Standard, wird aber selten implementiert. Im PCF-Betrieb übernimmt der Access Point die volle Kontrolle über den Zugriff auf das Medium. Die normale Zugriffssteuerung CSMA/CA wird dabei nach bestimmten Regeln wiederholt für kurze Zeit ausgeschaltet. Der Access Point ruft dabei alle mobilen Stationen auf (Polling), welche sich bei ihm zuvor als PCF-Teilnehmer registriert haben, und erlaubt diesen ihre Daten zu senden. Danach wird in den CSMA/CA-Betrieb zurückgeschaltet. Der Start einer PCF-Periode wird in einem Signal-Frame (Beacon Frame) mit dem „Duration“-Feld signalisiert.

## 802.11e-MAC-Protokoll
Mit 802.11e wurde eine neue Koordinierungsfunktion eingeführt: die Hybrid Coordination Function (HCF, hybride Koordinierungsfunktion).
Innerhalb dieser HCF gibt es zwei Möglichkeiten des Kanalzugriffs (deren Verwendungszweck ähnlich dem Original ist):
HCF Controlled Channel Access (HCCA) und Enhanced Distributed Channel Access (EDCA).
Beide definieren Datenverkehrsklassen (TC, Traffic Classes).
Durch diese Protokolle können unterschiedlichen Daten verschiedene Prioritäten gegeben werden.

### EDCA
Mit EDCA bekommen wichtige Datenpakete eine höhere Chance gesendet zu werden, da höherprioritisierter Verkehr durchschnittlich weniger lang warten muss, bevor das Paket gesendet werden darf. Hinzu kommt, dass jeder Prioritätsrang mit einer Transmit Opportunity (TXOP) markiert ist. Die TXOP ist ein festgelegtes Zeitintervall, in dem eine Station so viele Frames wie möglich senden darf. Sollte die Zeit zu kurz sein, um ein Frame innerhalb einer TXOP zu senden, muss der Frame aufgeteilt werden. Dadurch wird das Problem reduziert, dass langsame Stationen schnellere Stationen ausbremsen.
Access Points, die für Wi-Fi Multimedia (WMM) zertifiziert sind, müssen EDCA und TXOP unterstützen. Alle anderen Verbesserungen sind für WMM optional.

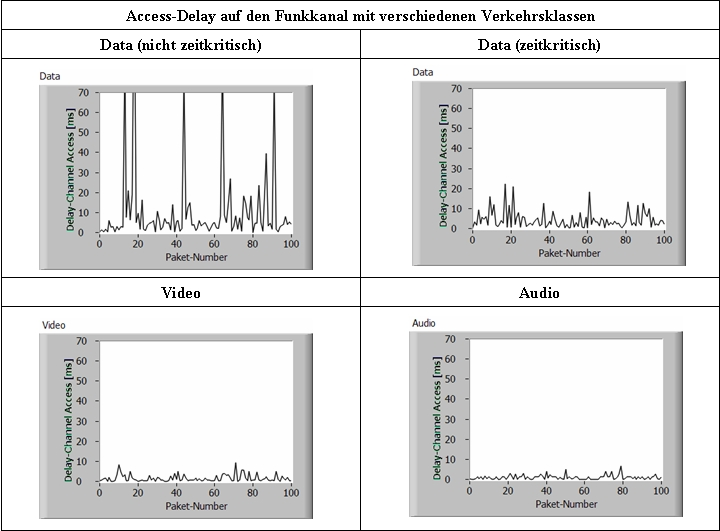
Access-Delay auf den Funkkanal mit 4 verschiedenen Verkehrsklassen

### HCCA
HCCA arbeitet ähnlich wie PCF: Das Intervall zwischen zwei Signal-Frames (Beacon Frames) ist in zwei Perioden unterteilt, die Contention Free Period (CFP) und Contention Period (CP) heißen.
Während der CFP kontrolliert der Hybrid Coordinator (HC) genannte Access Point den Zugriff auf das Medium.
Während der CP arbeiten die Stationen im EDCA-Modus.
Der Hauptunterschied zu PCF ist, dass auch hier Traffic Classes (TC) definiert sind.
Außerdem kann der HC entscheiden, wie er den Verkehr lenken will.
Des Weiteren geben die Stationen Auskunft über ihre Warteschlangenlänge jeder TC.
Der HC kann dann entscheiden, ob er einer Station Vorrang gewähren will.
HCCA ist allgemein gesehen im Moment die am weitesten entwickelte (und komplexeste) Koordinierungsfunktion.
Mit HCCA kann QoS mit großer Genauigkeit konfiguriert werden.
QoS-Stationen haben die Fähigkeit bestimmte Übertragungsparameter (Datenrate, Jitter etc.) abzufragen.
Dies sollte helfen, Anwendungen wie VoIP oder Videoübertragung effektiver arbeiten zu lassen.
HCCA ist nicht verpflichtend für 802.11e-Access-Points.
Derzeit haben nur wenige erhältliche APs diese Funktionalität.
Die Wi-Fi Alliance hat daher ein weiterführendes Zertifikat (WMM Scheduled Access) eingeführt, um APs mit HCCA einfacher erkennen zu können.

## Weitere 802.11e-Spezifikationen
In Ergänzung zu HCCA, EDCA und TXOP gibt es noch weitere optionale Protokolle für 802.11e:

### APSD
Automatic Power Save Delivery (Automatische stromsparende Lieferung) ist eine effizientere Powermanagement-Methode. Die meisten neueren Geräte unterstützen bereits einen Dienst, der so ähnlich funktioniert wie der Power Safe Mode. APSD ist sehr nützlich für VoIP-Geräte. Wann immer Sprachdaten vom AP empfangen werden, sendet der AP die gepufferten Sprachdaten auch gleich in die andere Richtung. Danach gehen die VoIP-Telefone in Dämmerzustand, bis die nächsten Daten gesendet werden müssen.

### BA
Block Acknowledgements erlauben es, eine ganze TXOP mit nur einem Frame zu bestätigen. Dies erzeugt weniger Protokollüberbau bei längeren TXOPs.

### NoAck
Im QoS-Modus kann die Serviceklasse für zu sendende Frames zwei Werte haben: QosAck und QosNoAck. Frames mit QosNoAck werden nicht bestätigt. Dies vermeidet Retransmissionen von zeitkritischen Daten.

### DLS
Direct Link Setup erlaubt den direkten Station-zu-Station-Frametransfer trotz Basisstation. Auf diese Weise können Multimediakomponenten eine höhere Bandbreite bei geringerer Verzögerung nutzen, da der Verkehr nicht über den Access Point, sondern direkt abgewickelt wird. Dies ist besonders wünschenswert, wenn zwei Komponenten zueinander einen geringeren Abstand haben als zum Access Point.

## Belege
1. ↑  Pommer, S. 144